# Amnon Cohen

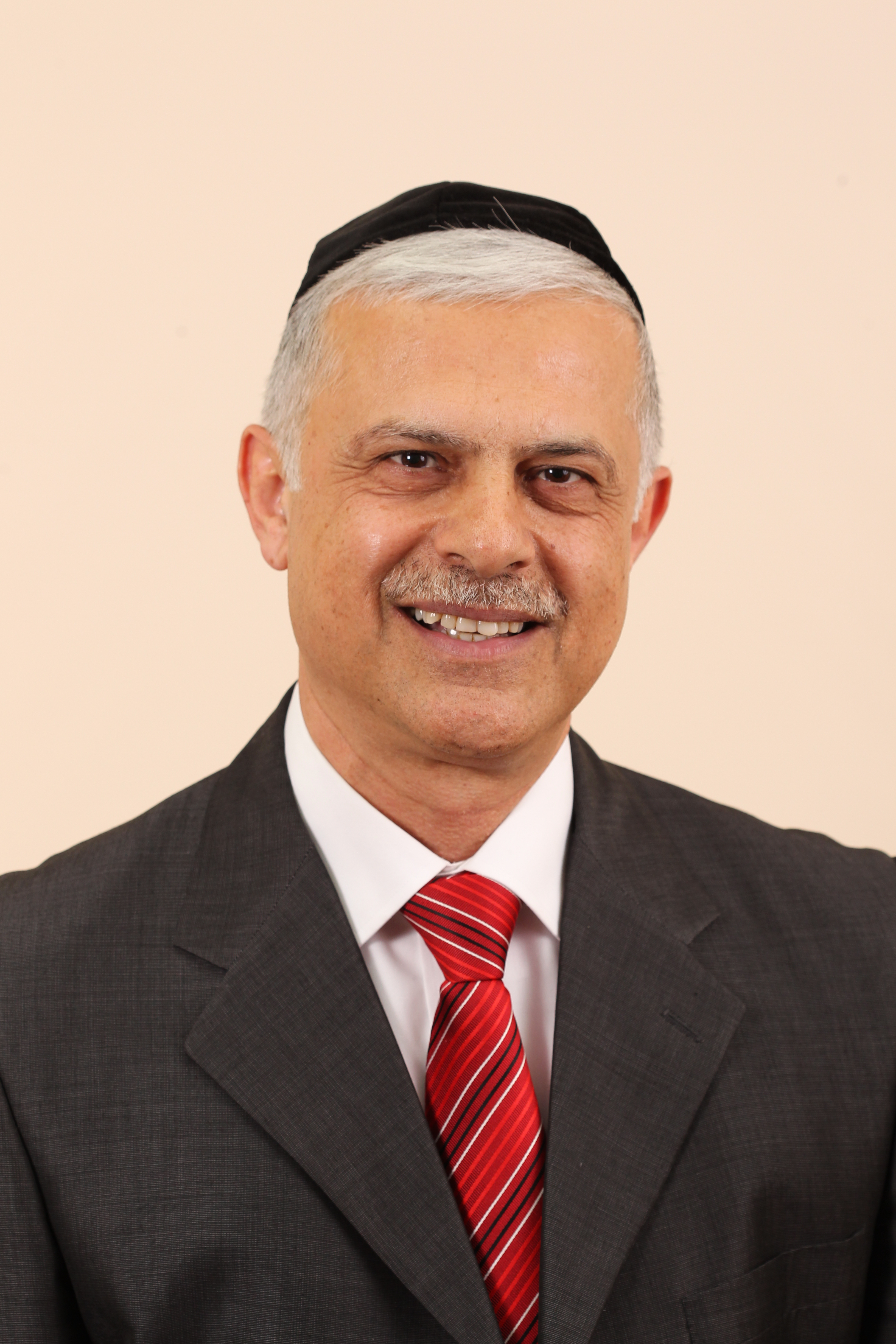
Amnon Cohen (2013)

Amnon Cohen (hebräisch אַמְנוֹן כֹּהֵן; * 1. Juni 1960 in Samarkand, Sowjetunion (heute Usbekistan)) ist ein israelischer Politiker der Partei Schas.

## Leben
Cohen wanderte 1973 im Alter von 13 Jahren von der Sowjetunion nach Israel aus. Er studierte Wirtschaftsverwaltungswissenschaften in Kirjat Ono. Von 1999 bis 2015 war Cohen Abgeordneter in der Knesset. Er ist verheiratet, hat vier Kinder und wohnt in Ramla.